# Ley de la Knéset
Ley de la Knéset es el nombre con el que se conoce una de las leyes fundamentales de Israel. Define las funciones legislativas del parlamento israelí.